# Мечеть Фукуока
33°37′12″ пн. ш. 130°25′37″ сх. д. / 33.62° пн. ш. 130.42694444° сх. д.

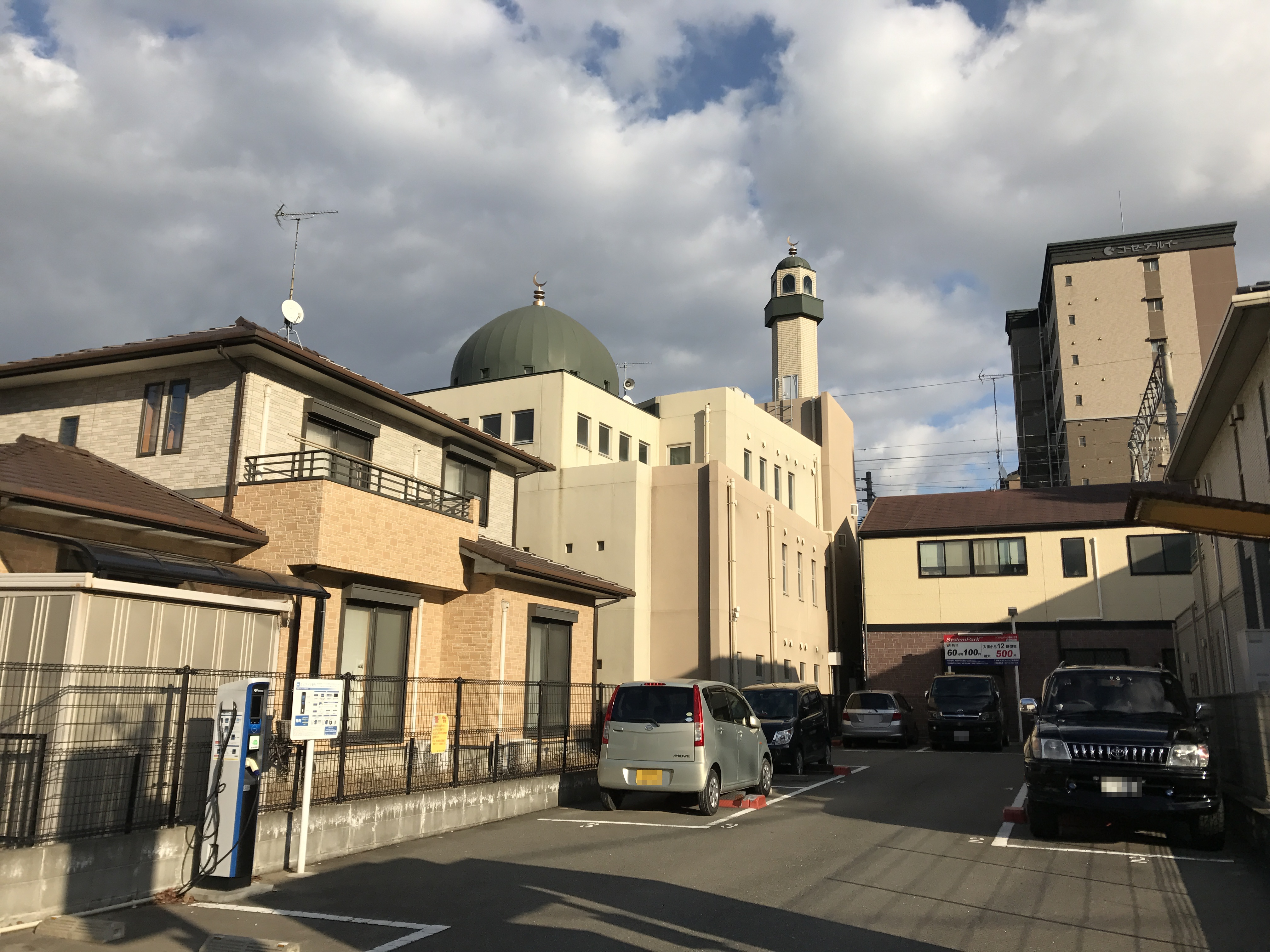
Мечеть Фукуока

Ісламський культурний центр Масджид Аль-Нур (アン　ヌール　イスラム文化センター　福岡マスジド) — перша мечеть на острові Кюсю в Японії. Мечеть була побудована в 2009 році та офіційно відкрита 12 квітня 2009 року. Мечеть Фукуока може обслуговувати близько 1000 мусульман у префектурі Фукуока, а також служити людям в Японії, які цікавляться ісламом. Він регулярно організовує щоденні молитви, п’ятничні молитви, молитви Ід. Час від часу організовує програму навернення в іслам, мусульманське одруження та похоронні молитви. 
Фукуока Масджид також відкрита для всіх немусульман. Немусульмани можуть входити в мечеть, щоб дивитися молитви, обговорювати з іншими різні ісламські та культурні питання, а також збирати вступні буклети з ісламу. Їм також дозволяється відвідувати мусульманські молитви, якщо вони бажають.
Культурне крило мечеті на вихідних пропонує уроки арабської мови для дітей, жінок і чоловіків, а також кулінарні курси раз на три місяці. Він також час від часу організовує семінари та діалоги.
Асоціація мусульманських студентів університету Кюсю (KUMSA) ініціювала ідею будівництва мечеті в 1998 році та почала збирати пожертви. У 2006 році була викуплена земля і розпочато будівництво. Після ряду обговорень із сусідами будівництво було розпочато у 2008 році, а завершувалося майже рік. Перший поверх в основному призначений для чоловічої молитовної кімнати, другий поверх - для жіночої молитовної кімнати. На цокольному поверсі — багатофункціональний зал, бібліотека, кухня. На третьому поверсі класні кімнати та кухня.